# Bujwoliwci
Bujwoliwci (ukr. Буйволівці, pol. Bujwołowce) – wieś na Ukrainie, w obwodzie chmielnickim, w rejonie chmielnickim.
W pobliżu znajduje się przystanek kolejowy Bujwołowećkyj, położony na linii Chmielnicki – Kamieniec Podolski – Kelmieńce.

## Historia
W XIX i w początkach XX w. Bujwołowce położone były w Rosji, w guberni podolskiej, w powiecie proskurowskim, w gminie Szarawka.
Po I wojnie światowej pod administracją polską, w Zarządzie Cywilnym Ziem Wołynia i Frontu Podolskiego, w okręgu podolskim, w powiecie proskurowskim.
W wyniku postanowień traktatu ryskiego znalazły się w granicach Związku Sowieckiego. Od 1991 w niepodległej Ukrainie. Do 2020 w rejonie jarmolinieckim.

## Dwór
- murowany, piętrowy dwór kryty dachem czterospadowym, wybudowany w pierwszej połowie XIX w. przez Gawrońskich lub Raciborowskich[1]. Od frontu portyk z czterema kolumnami podtrzymującymi tympanon. Od ogrodu dwór piętrowy; w centralnej części balkon na wysokości piętra, wsparty na czterech kolumnach, na balkonie daszek. Rezydencja Starzyńskich. Zniszczony w 1917 r.[2]  podczas Pożogi.